# Rebecca Reuben Nowgaokar
Rebecca Reuben Nowgaokar (Shimoga, 18 de septiembre de 1889-Bombay, 16 de noviembre de 1957) fue una escritora y educadora judía india. Fue la directora del Consejo Educativo de los Bene Israel en Mumbai entre 1922 y 1950.

## Familia
Rebecca nació en Shimoga, en el estado de Karnataka en la India británica en 1889, en una familia conocida por su liderazgo en la comunidad Bene Israel. Su abuelo paterno, Rubenji Suri Nowgaoker, fue un famoso poeta de idioma maratí a principios del siglo XIX. Su abuelo materno, Avraham Samuel Nagavekar (nacido en 1843), fue un ingeniero y uno de los primeros académicos de la comunidad Bene Israel; su bisabuelo, Samuel Moses Nagavekar (1816-1904) fue un oficial del ejército que participó en las campañas más importantes de la Guerra de los Cipayos. La mayoría de los miembros de la familia siguieron sus ejemplos y procuraron hacerse una carrera. Su padre, Ezra, era un abogado y un juez en el circuito judicial Indio, y su madre fue una  de las primeras mujeres de la comunidad en obtener un título universitario.

## Educación
Asistió al internado para chicas de la ciudad de Pune, en el cual las clases eran impartidas en tres lenguas: marathí, sánscrito e inglés. Durante las vacaciones escolares aprendió hebreo con su padre. En 1905, completó su bachillerato, convirtiéndose en la primera mujer en recibir la máxima calificación en los exámenes de admisión a la Universidad de Mumbai. También recibió un premio por su excelencia en ciencia, pero escogió tomar la carrera de Educación. En Mumbai, estudió historia e idioma hebreo, y posteriormente se fue a estudiar en Inglaterra, donde se recibió de Pedagogía por la Universidad de Londres y de Estudios Hebreos y Judíos por la Universidad de Cambridge, bajo la guía de Israel Abrahams.

## Carrera profesional
Luego de regresar a India en 1913,  enseñó en un número de escuelas generales, incluyendo el internado en Pune donde estudió en su juventud y la secundaria para mujeres más antigua del país, Huzurpaga. En 1920, fue nombrada directora del Colegio Universitario para Educadores de la ciudad india de Baroda. Se retiró de este cargo con el deseo de regresar y contribuir a su comunidad, y desde 1922 hasta 1950, fue la directora del Bene Israel High School en Mumbai, donde estudiaban aproximadamente 600 estudiantes. La escuela cambió su nombre a principios de la década de 1920, y fue rebautizada en honor al filántropo judío Elly Kadoorie, luego de que en una reunión entre él y Reuben en Londres, ella lograra persuadirle para donar una suma de aproximadamente 150 000 rupias a la escuela. Durante su período como la directora de la escuela comunitaria, se convirtió en una de las líderes de la comunidad Bene Israel, sirviendo en cargos públicos y comités del Gobierno de la India relacionados con la educación en el oeste del país, y se dedicó la pedagogía, literatura e investigación. Su estatus en la comunidad bene Israel era superior al de un director de escuela y de hecho, sirvió como la líder no oficial de la comunidad.
Cuando enseñaba en Huzurpaga, Reuben empezó a editar la revista Balikardash. Reuben es la autora de una serie de libros de texto en inglés llamados Ashok, los cuales han sido muy exitosos en la India y ha sido utilizado en escuelas a de todo el estado de Maharashtra. También inició la publicación de la revista educativa de circulación mensual Nofet (en hebreo: נופת‎:  que significa "inocencia"') para niños judíos, y entre 1917 y 1920, editó el anuario escolar Bene Israel Yearbook. Ha publicado artículos académicos en la Comisión "Hijos de Israel" en hebreo e inglés en varias plataformas, incluyendo un folleto acerca de la comunidad de Mumbai, publicado por Cambridge University Press en 1913. Reuben también produjo material de ficción y tradujo cuentos tradicionales de la literatura india al hebreo.
In 1947, visitó las comunidades judías en el Mandato Británico para Palestina como parte de una misión de la Asociación Sionista de Mumbai, representando a los judíos de la India Británica en la conferencia "Educación Judía en la Diáspora", que fue organizada ese año en Jerusalén. En lo que respecta a visitar la Tierra Santa, dijo 

mis ojos han visto la majestad del Creador [...] un erial resucitado, esta es otra lengua antigua y ya es hablada por muchos niños en la calle [...] la posición prominente de las mujeres trabajando junto a los hombres en todas las áreas de construcción del país.(traducción del Maratí)

Su pasión por Israel y su identidad judía india se reflejaron en sus obras, y se dedicí a profundizar la identidad judía de sus estudiantes y reforzar sus lazos con la sociedad india de la cual hacían parte. Luego de que la mayoría de los Bene Israel emigraran a Israel luego de la independencia de India e Israel, decidió quedarse en la India, dedicándose a actividades educativas comunitarias y al servicio público en el país hasta su muerte en Bombay en 1957.

## Libros
- Reuben, Rebecca (1913). The Bene Israel of Bombay (4 edición). Cambridge: Cambridge University Press (Cambridge Jewish Publications).

## Más información
- Shazor, Ilana (2018). Mother India, Father Israel (en inglés). Publicado independientemente. ISBN 978-1-9805-9786-5.